# Стивенс, Скотт
Скотт Сти́венс (англ. Scott Stevens; род. 1 апреля 1964 года, Китченер, Онтарио, Канада) — канадский хоккеист, защитник. В Национальной хоккейной лиге играл с 1982 года по 2004 год. По количеству сыгранных игр в НХЛ (1635), Стивенс занимает 11-е место во всей более чем столетней истории лиги.
Он прославился своими зубодробительными силовыми приемами. Одним из них встретил в плей-офф Эрика Линдроса и нанёс ему роковое сотрясение мозга. Был капитаном «Нью-Джерси Девилз», вместе с которым выиграл три Кубка Стэнли.
В последнем сезоне НХЛ сам попал под силовой приём и получил сотрясение мозга. После локаута «Дьяволы» сделали очередное предложение, но он в 41 год решил завершить карьеру.

## Награды и достижения
НХЛ
| Награда                       | Год                                                                          |
| ----------------------------- | ---------------------------------------------------------------------------- |
| Сборная новичков НХЛ          | 1983                                                                         |
| Участник Матча всех звёзд НХЛ | 1985, 1989, 1991, 1992, 1993, 1994, 1996, 1997, 1998, 1999, 2000, 2001, 2003 |
| Конн Смайт Трофи              | 2000                                                                         |
| Первая сборная всех звёзд НХЛ | 1988, 1994                                                                   |
| Плюс/минус Эворд              | 1994                                                                         |
| Вторая сборная всех звёзд НХЛ | 1992, 1997, 2001                                                             |
| Обладатель Кубка Стэнли       | 1995, 2000, 2003                                                             |

## Статистика
| Легенда | Легенда                    | Легенда | Легенда                   | Легенда | Легенда    |
| ------- | -------------------------- | ------- | ------------------------- | ------- | ---------- |
| И       | Количество проведённых игр | Штр     | Штрафное время            | +/−     | Плюс-минус |
| Г       | Голы                       | П       | Голевые передачи          | О       | Очки       |
| -       | Статистика неизвестна      | —       | Статистика не учитывалась |         |            |